# Makoto Iijima
Pour les articles homonymes, voir Iijima (homonymie).
Makoto Iijima (飯島 誠, IIjima Makoto) est un coureur cycliste japonais né le 12 février 1971.

## Biographie
En 2003, il termine sixième du Tour de la mer de Chine méridionale.
Par ailleurs, il remporte deux fois le championnat du Japon du contre-la-montre en 2004 et 2005. Après un bref passage en 2005 avec l'équipe Sumitra Ravanello-Pearl Izumi, il rejoint de 2008 à 2010 l'équipe Bridgestone Anchor
C'est également un pistard, spécialiste de la course aux points.

## Palmarès sur route

### Par années
- 1998
  -  Médaille d'argent aux Jeux asiatiques
- 1999
  - 2e du championnat du Japon du contre-la-montre
- 2001
  - 4e étape du Perlis Open
  - Tour d'Okinawa
- 2003
  - 2e du championnat du Japon du contre-la-montre
- 2004
  -  Champion du Japon du contre-la-montre
- 2005
  -  Champion du Japon du contre-la-montre
- 2006
  - 3e étape du Tour de Kumano
  - 1re et 5e étapes du Tour de Java oriental
  - 3e étape du Tour d'Indonésie
  - 2e du championnat du Japon du contre-la-montre
  -  Médaille de bronze du championnat d'Asie du contre-la-montre
- 2007
  - 1re étape du Jelajah Malaysia
  - 3e étape du Tour de Kumano
  - Grand Prix d'Availles-Limouzine
- 2009
  -  Médaille d'or du contre-la-montre par équipes aux Jeux de l'Asie de l'Est (avec Kazuhiro Mori, Kazuo Inoue et Hayato Yoshida)
  - 1re étape du Jelajah Malaysia
  - 2e du championnat du Japon du contre-la-montre
- 2010
  - 3e du championnat du Japon du contre-la-montre
- 2013
  - 2e du JBCF Makuhari criterium

### Classements mondiaux
| Année            | 2005  | 2006 | 2007 | 2008 | 2009 | 2010 |
| ---------------- | ----- | ---- | ---- | ---- | ---- | ---- |
| UCI America Tour |       |      |      | 300e | 281e |      |
| UCI Asia Tour    | 46e   | 21e  | 39e  | 118e | 90e  | 222e |
| UCI Europe Tour  | 1213e |      |      |      |      |      |

## Palmarès sur piste

### Jeux olympiques
- Sydney 2000
  - 16e de la course aux points
- Athènes 2004
  - 16e de la course aux points
- Pékin 2008
  - 8e de la course aux points

### Championnats du monde
- Manchester 2000
  - 10e de la course aux points
- Ballerup 2002
  - 7e de la course aux points
- Stuttgart 2003
  - 14e de la course aux points
- Melbourne 2004
  - 6e de la course aux points
- Palma de Majorque 2007
  - 14e de la course aux points
- Manchester 2008
  - 12e de l'américaine
  - 15e de la course aux points
- Ballerup 2010
  - 10e de la course aux points

### Coupe du monde
- 2002
  - 3e de la course aux points à Moscou

### Jeux asiatiques
- Bushan 2002
  -  Médaille d'argent de l'américaine

### Championnats d'Asie
- Kaohsiung-Taichung 2001
  -  Médaillé de bronze de la course aux points
- Bangkok 2002
  -  Champion d'Asie de la course aux points
  -  Médaillé d'argent de la course par élimination
- Yokkaichi 2004
  -  Médaillé d'argent de la course par élimination
- Ludhiana 2005
  -  Médaillé de bronze de la poursuite par équipes
  -  Médaillé de bronze de la course aux points
- Kuala Lumpur 2006
  -  Champion d'Asie de la course aux points
- Bangkok 2007
  -  Médaillé d'argent de l'américaine
  -  Médaillé de bronze de la course aux points
- Nara 2008
  -  Médaillé de bronze de la poursuite par équipes

### Championnats nationaux
- Champion du Japon de course aux points en 2000, 2006, 2007, 2008 et 2009
- Champion du Japon du scratch en 2008